# 24 Stunden Burgenland Extrem Tour
Die 24 Stunden Burgenland Extrem Tour ist ein rund 120 Kilometer langer Ultramarathon im Burgenland rund um den Neusiedler See ohne Wettkampfcharakter. Die Tour kann gehend oder laufend bewältigt werden und findet Ende Jänner statt. Erstmals wurde sie 2012 durchgeführt und ist mittlerweile das größte Winter-Extrem-Wander-Abenteuer Europas. Start und Ziel befinden sich in der Gemeinde Oggau am Neusiedler See. Veranstalter ist der Verein „24 Stunden Burgenland“ (ZVR-Zahl 660434585), ebenfalls mit Sitz in Oggau.
Am 24. Jänner 2020 startete die 9. Auflage der 24 Stunden Burgenland Extrem Tour mit 7000 Teilnehmern.
Neben Oggau mit 120 Kilometern und Apetlon mit 60 Kilometern gibt es auch in Ungarn einen Start. Der 80 Kilometer lange „Memorial Trail“ führt von Hegykö nach Oggau. In Neusiedl am See geht „School of Walk“ für Schüler und Schülerinnen in die dritte Runde mit großer Beteiligung von Schulen aus Wien und Niederösterreich. Ebenfalls mit am Start ältere Mitmenschen, die im Rahmen von „Golden Walker“ gemeinsam mit Kindern und Jugendlichen starten
Im Jahr 2022 fand das Event aufgrund der Corona-Pandemie im Sommer statt.
Am 26. Jänner 2024 startet die 13. Auflage der 24 Stunden Burgenland Extrem Tour. Neben Oggau mit 120 km und Apetlon mit 60 km wird es heuer auch wieder in Ungarn einen Start geben. Der 80 Kilometer lange „Memorial Trail“ führt von Hegykö nach Oggau. In Neusiedl am See geht „School of Walk“ für Schüler und Schülerinnen in die nächste Runde. Ebenfalls mit am Start ältere Mitmenschen, die im Rahmen von „Golden Walker“ ein Generationen übergreifendes Abenteuer erleben wollen.